# Tanakh

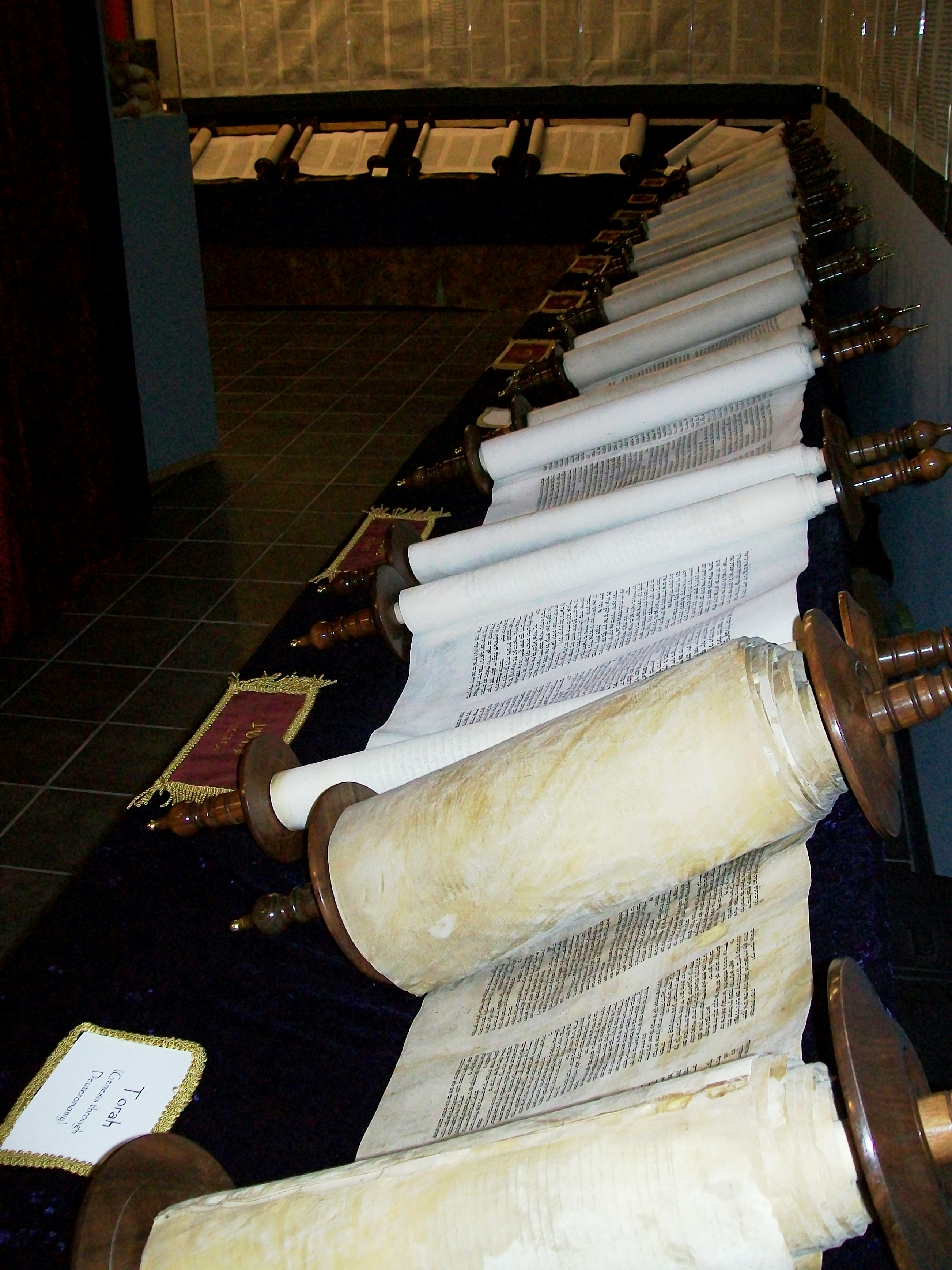
Tanakh.

Tanakh (stavas också Tanach) hebr. תנ”ך, uttalas [taˈnaχ], av kristna kallad Gamla testamentet eller den hebreiska bibeln är judendomens heliga skriftsamling. Den består av tre delar: Tora, Neviim och Ketuvim.
Den första versionen av Tanakh tros ha fastställts år 450 f.Kr., i Javne. Det finns ett flertal religiösa texter som inte togs med i Tanakh. Flera av dessa finns bevarade än idag, men de har haft ganska lite inflytande över rabbinsk judendom.

## Torah
Torah består av de fem moseböckerna, och är den heligaste delen av Tanakh. Ordet "torah" härstammar från det hebreiska ordet för "att undervisa". Ordet "torah" översätts ofta som "lagen", men Bente Groth menar att "läran" är en mer korrekt översättning som bättre speglar innehållet i Torah.
Torah betraktas av judar som en kronologisk berättelse över israeliternas äldsta historia, där Gud stundvis ingripit för att hjälpa eller bestraffa det judiska folket. Flykten från Egypten i Moses ledning och förbundet som inleddes på Sinaiberget utgör kärnan för hela den judiska traditionen.
Enligt rabbinsk judisk tradition finns det även en muntlig torah, som bland annat består av talmud.

## Nevi'im
Nevi'im betyder "profeterna", och innehåller ett flertal böcker som var och en handlar om en enskild profet. Dessa är Josua, Domarboken, Första Samuelsboken, Andra Samuelsboken, Första Kungaboken, Andra Kungaboken, Jesaja, Jeremia, Hesekiel, Hosea, Joel, Amos, Obadja, Jona, Mika, Nahum, Habackuk, Sefanja, Haggai, Sakarja och Malaki. De första sex böckerna i Nevi'im fortsätter den historiska skildringen av det israeliska folkets tidiga historia. De senare böckerna är de tre klassiska profeterna Jesaja, Jeremia och Hesekiel och därefter de tolv "senare" eller "mindre" profeternas böcker, vilka skildrar tiden från år 700 f.Kr. fram till det andra templets första tid.

## Ketuvim
Ketuvim betyder "skrifterna", och innehåller ett stort antal skrifter av olika typer. Ketuvim innehåller poetiska böcker, apokalyptisk litteratur, kärlekspoesi, visdomsskrifter, historiska skrifter, en korthistoria, och en kärlekshistoria. Böckerna i Ketuvim är:
1. Psaltaren
2. Ordspråksboken
3. Jobs bok
4. Höga Visan
5. Ruts bok
6. Klagovisorna
7. Predikaren
8. Esters bok
9. Daniels bok
10. Esras bok
11. Nehemjas bok
12. Krönikeboken (Första och Andra Krönikeboken)

Den rabbinska traditionen ansåg att profeternas tid tog slut omkring samma tid som Alexander den store. Därför inkluderas Daniels bok i Ketuvim istället för Neviim, även om det är en profetisk text. Det finns dock texter i Ketuvim som möjligen är äldre än de i Neviim, vilket förklaras av att dessa anses vara mindre heliga än skrifterna i Neviim. De "fem rullarna", det vill säga Höga visan, Ruts bok, Klagovisorna, Predikaren och Esters bok läses i samband med någon av de judiska högtiderna. Traditionellt läses dessa vid dessa tillfällen ur handskrivna pergmentrullar, men numera är det sällan någon annan bok än Esters bok läses ur en sådan pergamentrulle.